# CD14
CD14 はヒトやマウスなどにみられる遺伝子、もしくはそれがコードするタンパク質である。
CD14タンパク質は自然免疫系の構成要素の一つである。CD14は2種類の形態を取り得る。1つはグリコシルホスファチジルイノシトールアンカーによって細胞膜上に固定された膜貫通型タンパク質で (mCD14) 、もう1つは可溶性タンパク質である (sCD14) 。sCD14はmCD14の細胞膜からの脱落 (48 kDa) 、あるいは細胞内輸送によって直接分泌されることによって生じる (56 kDa)  。
X線結晶構造解析により、CD14の構造が明らかになった。これによると、CD14は単量体の折れ曲がったコイル状の構造を持ち、アミノ末端には疎水性のポケットを持つ 。
CD14は最初に発見されたパターン認識受容体でもある。

## 機能
CD14は共受容体として（TLR4あるいはMD-2と共に）働き、細菌に由来するリポ多糖 (LPS) を認識する。CD14とLPSの結合はリポ多糖結合タンパク質 (LBP) に依存し、LBPの存在下でのみCD14とTLR4はLPSと結合しうる。LPSはCD14の主要なリガンドであるが、CD14は他にも細菌由来の病原体関連分子パターンを認識することができる 。
また、CD14はTLR4のみならずTLR2やTLR3のリガンド結合にも関わる。

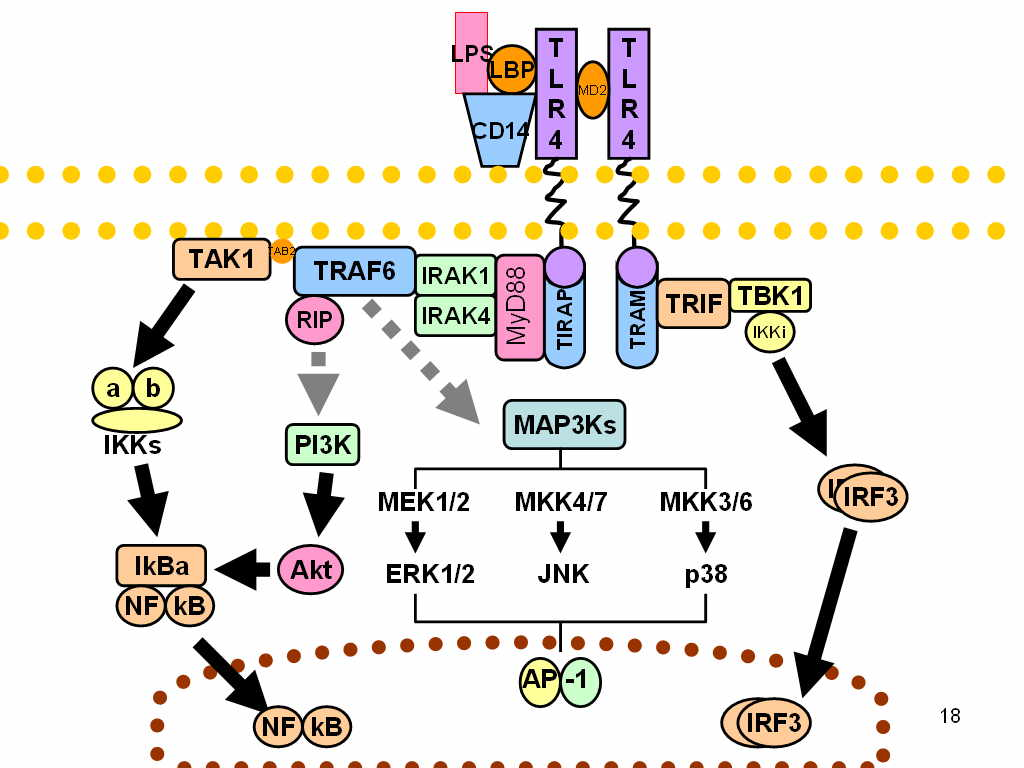
TLRのシグナル経路。灰色の点線は未知の経路を示す。

## 組織分布
CD14は単球、マクロファージ、顆粒球などの骨髄系細胞に発現している。